# 劉蕃
劉 蕃（りゅう はん、繁体字: 劉蕃; 簡体字: 刘蕃; 拼音: Liú Fān; ウェード式: Liu Fan）は、清末・中華民国の政治家・司法官。字は季衍。

## 事績
日本に留学し、1905年（光緒31年・明治38年）、法政大学法政速成科第一班を卒業した。その後更に同大学専門部法律科で学ぶ。帰国後は民政部七品小京官に任ぜられた。中華民国成立後の1912年（民国元年）9月、総検察庁総検察長羅文幹の辞任を受け、1915年（民国4年）11月まで劉蕃が同職を署理した。1916年（民国5年）10月、交通部航政司司長に任ぜられ、翌1917年（民国6年）7月まで務めている。その後、司法部首席秘書、安徽省広徳県知事、同省繁昌県知事、直隷省大興県県長を歴任した。この後学問の世界に入り、北京大学法律系主任、同大学法学院講師を歴任している。以後、その行方は不詳である。

## 注
1. ↑  法政大学大学史資料委員会編(1988)、137頁。
2. ↑  郭主編（1990）、95頁。
3. ↑  徐主編（2007）、2430頁。